# Traskwood
Traskwood is een plaats (town) in de Amerikaanse staat Arkansas, en valt bestuurlijk gezien onder Saline County.

## Demografie
Bij de volkstelling in 2000 werd het aantal inwoners vastgesteld op 548.
In 2006 is het aantal inwoners door het United States Census Bureau geschat op 563, een stijging van 15 (2,7%).

## Geografie
Volgens het United States Census Bureau beslaat de plaats een oppervlakte van
14,6 km², geheel bestaande uit land. Traskwood ligt op ongeveer 98 m boven zeeniveau.

## Plaatsen in de nabije omgeving
De onderstaande figuur toont nabijgelegen plaatsen in een straal van 16 km rond Traskwood.